# Чаран

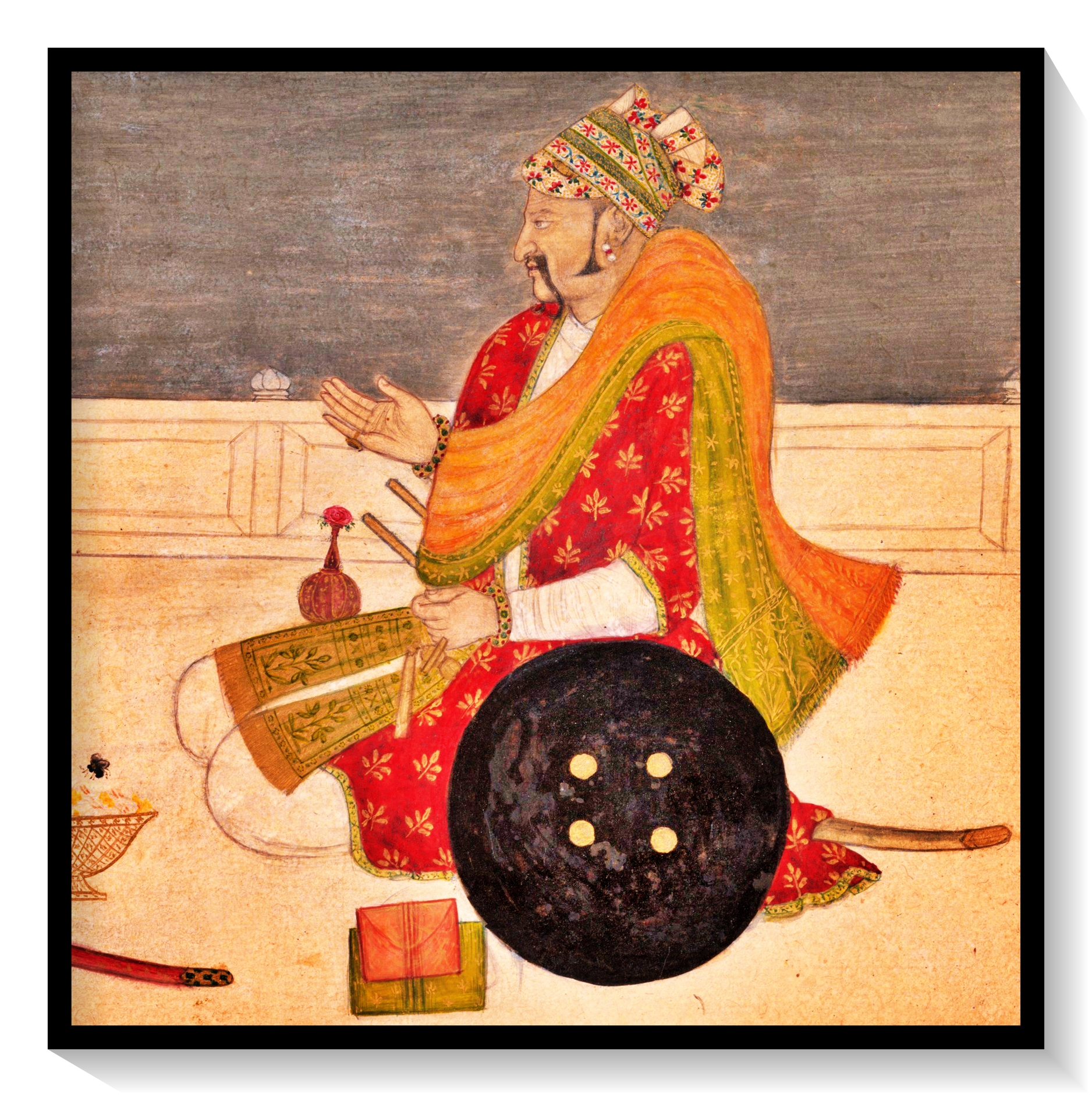
Чарана в королевстве Биканер, 1725 г. н.э. - (Метрополитен-музей)

Чараны (IAST: Cāraṇa; санскритской: चारण; гуджарати: ચારણ) — каста в Южной Азии, изначально проживающая в штатах Раджастхан и Гуджарат в Индии, а также в провинциях Синд и Белуджистан в Пакистане.  Исторически Чараны были поэтами и литераторами, а также воинами и ягирдарами. Они специализировались на самых разных занятиях: литераторы, воины и торговцы. Чараны закрепились в средневековых королевствах раджпутов в качестве министров, посредников, администраторов, советников и солдат. Положение Кавираджи (государственного поэта и историка) в королевских дворах обычно оставалось за чаранами. Чаранские поэты внесли большой вклад в литературу раджастхани, гуджарати и синдхи. Принадлежавшие к этой касте индусы исторически получили известность за смелость, проявленную в войне, верность своим начальникам, а также за литературный талант. К касте Чаранов относилась известная святая индуизма Карни Мата (14-16 вв.)
В текстах древней санскритской литературы Чараны изображаются распевающими гимны, восхваляющие богов, и священниками, поклоняющимися храмовым иконам.
Исторически воспринимавшееся как связанное с божественным происхождением, святость Чаранов была следствием их неприкосновенности; причинение вреда кому считалось грехом, сравнимым с брахмахатьей. Благодаря институционализированной и религиозно санкционированной защите, которой они пользовались, они могли бесстрашно критиковать и увещевать королей и их действия, выступать в качестве примиритель в политических спорах между правителями и служить защитниками коммерческой деятельности во всех охваченных конфликтами регионах западной Индии.